# Antoni de Pàdua Tramullas
Antoni de Pàdua Tramullas (Barcelona, 18 de juny de 1879 - Sitges, 1961) va ser un cineasta català, pioner en l'ús de les càmeres i les noves tècniques cinematogràfiques del tombant del segle xix al xx.
Fill de Antoni Tramullas i Farando i Pastora Perales i Pascual tots dos de Barcelona, neix al carrer Regomir núm 4 bis de Barcelona.
Tramullas va treballar pels germans Napoleón, fotògrafs, entre els anys 1897 i 1904. Ell era qui s'ocupava de les projeccions amb els aparells de Lumière. Va tenir contacte amb Fructuós Gelabert i va dur a terme diversos encàrrecs cinematogràfics, i a l'estudi dels Napoleón col·laborava amb les autoritats civils, militars i religioses de la ciutat. Miquel Porter planteja la hipòtesi que alguns films fins ara considerats anònims podrien haver estat encàrrec de Tramullas, com Regatas organizadas por el Real Club Marítimo i Visitas del puerto de Barcelona (1897), Desembarque de las tropas llegades de Cuba i Escenas militares en Barcelona (1898). Quan va deixar de treballar pels Napoleón, Tramullas es va instal·lar per compte propi.

## Filmografia[2]
- 1897: Regatas organizadas por el Real Club Marítimo
- 1897: Visitas del puerto de Barcelona
- 1898: Desembarque de las tropas de Cuba
- 1898: Escenas militares de Barcelona
- 1899: Cabalgata de Walkirias
- 1902: Salida custodia de la Catedral de Barcelona en la procesión del Corpús
- 1902: Bendición del segundo Misterio de Gozo en Montserrat
- 1909: Campaña del Riff
- 1909: Guerra de Melilla
- 1909: Toma de Gurugú
- 1909: Melilla y el Gurugú
- 1909: La bocana de Mar Chica
- 1909: La primera y segunda casetas
- 1909: Toma caseta Z
- 1909: El blocaus verde
- 1909: Protección de un convoy de viveres en el fuerte de Camellos
- 1909: Vida en el campamento (totes codir. Ignacio Coyne)
- 1909: El barranco del Lobo
- 1910: Parada militar en el paseo
- 1913: Incendio en el barrio de Montemolín de Zaragoza
- 1913: La jura de la bandera en Zaragoza
- 1913: Visita a Zaragoza del Rajá de Lafará
- 1913: Una visita a la fábrica de galletas Patria
- 1913: El torero aragonés Florentino Ballesteros en Tudela
- 1913: El campamento de los explotadores zaragozanos de Montaña
- 1913: Visita al Pilar del batallón expedicionario del regimiento de Aragón
- 1913: Zaragoza y las fiestas del Pilar
- 1913: Zaragoza en fiestas: el concurso hípico
- 1913: Promesa de los explotadores zaragozanos
- 1914: Calatayud en fiestas
- 1914: Zona olivera
- 1914: Procesión cívica y homenaje a Costa
- 1914: La jura de la bandera y desfile de tropas
- 1914: Novillada de la prensa
- 1914: Tienta de reses bravas
- 1915: Inauguración del ferrocarril de Sábada a Gallur
- 1915: Inauguración de las obras de los grandes riesgos del Alto Aragón
- 1916: Feria agrícola en Almudevar
- 1916: Propaganda publicitaria para el salón Dore
- 1918: Bajada del Ángel en Tudela (codir. amb el seu fill A. Tramullas)
- 1919: Tarazona (codri. A. Tramullas)
- 1919: Las micelas de nitrato de plata
- 1919: Movimientos brownianos
- 1920: Reproducciones de micelas de nitrato de plata por acción de la luz
- 1920: Entierro de las víctimas del cuartel de Carmen (codir. A. Tramullas)
- 1921: El diablo está en Zaragoza
- 1923: Llegada de los primeros heridos de la guerra de Áfirca
- 1923: Llegada de las tropas victoriosas
- 1923: Entierro del jefe del tercio tercero coronel Valenzuela
- 1923: Salida de las tropas para África (els quatre codir. amb A. Tramullas)
- 1925: Los riesgos del Alto Aragón (codir. A. Tramullas)
- 1926: Fiestas del árbol en el parque Primo de Rivera
- 1926: Excmo. Sr. General don Primo de Rivera en Caspe y Alcañiz (ambdues codir. amb A. Tramullas)
- 1928: Veraneo en Jaca
- 1928: Fiesta de la victoria en Jaca (codir. A. Tramullas)